# 帯山
- 日本 > 熊本県 > 熊本市 > 中央区 > 帯山
- 日本 > 熊本県 > 熊本市 > 東区 > 帯山

帯山（おびやま）は、熊本県熊本市の町名。帯山一丁目から帯山九丁目までが設置されており、ほぼ全域中央区だが四丁目56番は東区となっている。2010年国勢調査の人口は16,956人。（すべて中央区の人口・東区は0人）郵便番号は全域共通で862-0924。

## 地理
一丁目と、その南は渡瀬（わたるぜ）とも呼ばれる。また、六丁目と、その南側は三郎（さぶろう）とも呼ばれる。北側はもともと同じ町であった保田窪、東側で熊本県立大学のある月出、熊本赤十字病院のある長嶺南、鉄工団地のある長嶺西、南側で、もともと同じ健軍町だった三郎・東京塚町・京塚本町、さらには熊本工業高等学校の北側にある上水前寺、水前寺公園の北及び東側に属する水前寺、西側で熊本高等学校のある新大江と接する。
交通の便がよく（熊本都市バス、産交バス等が頻繁に走っている）、そのため、子供がいる家族などに人気のある住宅街として知られている。
帯山四丁目56番のみ熊本市東区に属し、それ以外の帯山は熊本市中央区に属する。小学校の校区で言えば、帯山四丁目56番のみ西原（にしばる）校区、帯山一丁目は1番から5番、24番は託麻原校区（4番20号から34号、24番は帯山西小学校の選択も可能）、それ以外は帯山西校区、二丁目が帯山西校区、帯山四丁目56番以外の帯山三～九丁目は帯山校区に属する。
この地域の字名には「平山」「平ノ山」「平野山」があるが実際の帯山は傾斜地が多く、これらの名は傾斜度がやや大きい地を指す「ヒラ」に漢字「平」を当てたもので、誤解を生みやすい。

## 歴史
現在の帯山中学校近辺から北東方向にある台地の淵は、かつて最大10m程度の崖になっていた。これは、上南部の東部中学校付近まで竹や雑木林が茂る山状を成し、古くはこれを「帯山」という通称で呼んでいた。1924年（大正13年）11月、陸軍練兵場がこの地に設けられると、台地全体を帯山と呼ぶようになった。
第二次世界大戦の終戦後、この練兵場は民間に払い下げられた。1953年（昭和28年）に市の中心部が大水害の被害を受けると帯山に市営住宅が建設され、市民の移住が始まった。その後は周辺の宅地化も進み、2010年の国勢調査では世帯数7,238であった。
行政上はもともと、出水町国府（帯山一丁目～三丁目）、保田窪本町（帯山二・四～九丁目）、健軍町（帯山三丁目・六丁目）であった。1977年（昭和54年）の住居表示改正に初めて帯山という地名が行政上に登場し、以降数回の住居表示改正により、帯山一～九丁目に割り振られ、現在に至っている。帯山小学校は創立当時は保田窪本町、帯山中学校は創立当時出水町国府、帯山西小学校は創立時はすでに帯山一丁目であったが、もともとは出水町国府であった。
人口16,956人のうち、男性は7,868人、女性は9,088人であり、男性１人に対し、女性1.16人という割合である。

### 沿革
2012年4月1日からは、熊本市の政令指定都市移行により中央区となったが、北側にあたる四丁目56番のみ東区となった。（店舗・事務所のみで、住居は1軒もない）
これは、国体道路が開通したときに、帯山四丁目の範囲を国体道路以南と確定したためである。帯山校区と西原（にしばる）校区は、旧来の道路（国体道路より１本南側の市道）を基に決めており、政令指定都市に昇格した際、小学校の校区別に区割りを実施し、帯山小校区は中央区、西原小校区は東区と取り決めたため、住居のない１区画のみ東区となった。(もともとは住居もあった)

## 交通
熊本都市バスが、帯山地区と熊本市中心部を結ぶ公共交通機関を担っている。その他、本数は少ないが熊本東バイパスを通る産交バスの路線がある。また、場所によっては豊肥本線東海学園前駅が徒歩圏内に所在しており、九州新幹線が発着する熊本駅や、大型ショッピングモール｢ゆめタウン光の森｣のある光の森駅まで直通で行くことが出来る。昼間は20分間隔、朝夕は10-20分間隔で運転されており、利便性が高い。また、熊本市外へは、帯山中学前バス停から、小倉、福岡、福岡空港方面のバスが発着しており、交通の便はとても良いと言える。

## 施設
- かつては、熊本県運転免許センターが帯山九丁目に存在した。現在は菊陽町に移転し、跡地の大部分は熊本託麻台リハビリテーション病院になっている。ちなみに、熊本飛行場滑走路の跡地である。

### 教育機関
- 熊本市立帯山小学校
- 熊本市立帯山西小学校
- 熊本市立帯山中学校
- 帯山幼稚園
- 東海大学付属かもめ幼稚園